# Bion Tsang
Bion Tsang, nome completo Bion Yu-Ting Tsang, (Cinese tradizionale/Cinese semplificato: 章雨亭; pinyin: Zhāng Yǔ-Tíng) (Lansing, 4 maggio 1967), è un violoncellista e docente statunitense.

## Biografia
Bion Tsang nacque a Lansing, nel Michigan, da genitori cinesi. Suo padre, Paul Ja-Min Tsang (章哲民), ricevette un dottorato dalla Michigan State University in metallurgia e sua madre, Helena Rosa Lit (列国梅), conseguì un dottorato in scienze politiche. Quando Tsang aveva 6 settimane la sua famiglia si trasferì a Poughkeepsie, New York, dove suo padre iniziò una carriera di 30 anni come ingegnere all'IBM.
Tsang iniziò gli studi di pianoforte all'età di sei anni e aggiunse il violoncello un anno dopo. All'età di otto anni entrò alla Juilliard School of Music Pre-College Division, dove studiò violoncello con Ardyth Alton, Channing Robbins e Leonard Rose e pianoforte con Edgar Roberts. Tsang ha frequentato l'Università di Harvard per il college, tornando a Poughkeepsie nei fine settimana per studiare violoncello con Luis Garcia-Renart. Ha conseguito il Bachelor of Arts ad Harvard, dove fu nominato per una borsa di studio Rhodes e si laureò con lode nel gennaio 1989. Successivamente trascorse i successivi sei mesi a Londra, in Inghilterra, studiando violoncello privatamente con William Pleeth, prima di passare alle Università Yale per studiare violoncello con Aldo Parisot. Tsang conseguì un master in musica a Yale nel giugno 1991 e un master in arti musicali nel giugno 1993.
Tsang incontrò sua moglie, Amy Levine, anch'essa cantante e violoncellista, al Marlboro Music Festival nel Vermont. Il padre di Amy, Julius Levine, era un contrabbassista e insegnante e sua madre, Caroline Levine, è violinista e insegnante. Amy e Bion hanno tre figli: Bailey, Henry e Maia. Attualmente risiedono ad Austin, in Texas.

### Carriera
Tsang fece il suo debutto con il direttore d'orchestra Zubin Mehta e la New York Philharmonic Orchestra all'età di undici anni eseguendo il Concerto per violoncello di Boccherini nella Avery Fisher Hall, nel Lincoln Center. Continua a esibirsi a livello internazionale come concertista solista, recitalista, musicista da camera e artista discografico.
Tsang è stato riconosciuto a livello internazionale da numerosi premi tra cui un premio alla carriera Avery Fisher e una medaglia di bronzo al Concorso Internazionale Čajkovskij. È uno dei soli 6 violoncellisti americani ad aver vinto una medaglia al Concorso Internazionale Čajkovskij sin dal suo inizio nel 1958. Il libro 21st Century Cellists dedica un intero capitolo a lui.
Tsang ha dato una serie di importanti anteprime tra cui: la prima statunitense della Symphonie Concertante di George Enescu, la prima statunitense del Crouching Tiger Concerto per violoncello solista e orchestra da camera di Tan Dun e la prima di Boston del Concerto per violoncello di Erich Wolfgang Korngold.
Tsang è professore di violoncello e detiene la cattedra di Joe R. e Teresa Lozano in violoncello presso la Sarah and Ernest Butler School of Music presso l'Università del Texas ad Austin. Attualmente è anche a capo della divisione archi presso la Butler School. Ha ricevuto il Texas Exes Teaching Award subito dopo il suo primo anno di servizio presso UT.

## Discografia
Il sito web ufficiale di Tsang contiene una vasta libreria di registrazioni gratuite e scaricabili delle sue esibizioni dal vivo. Sono inoltre disponibili le seguenti registrazioni commerciali di Tsang:
- Live alla Jordan Hall - Dohnányi, Britten, Grieg (BHM Media Productions), 2018
- Bion Tsang: The Blue Rock Sessions - Ispirato alle registrazioni vintage dei giganti degli archi Pablo Casals, Jascha Heifetz, Isaac Stern e altro (BHM Media Productions, ASIN: B071J8WXF2), 2016
- Live in concerto: Sonate per violoncello di Brahms e Quattro danze ungheresi (Artek AR-0051-2), 2010
- Una compagnia di voci: Conspirare in concerto (Harmonia Mundi HMU 907534), 2009
- Live in concerto: Sonate di Beethoven e Variazioni per violoncello e pianoforte (Artek AR-0025-2), 2006
- Strauss / Turina: Quartetti per pianoforte e archi (Suoni e Colori SC253362), 2004
- Kodaly: Lavori per violino e violoncello (Suoni e Colori SC253282), 2002
- Schubert / Schumann: Lavori per violoncello e pianoforte (CAMI 4268), 1991

## Premi e riconoscimenti
- Grammy Award Nominee, Best Classical Crossover Album, 2009[4]
- Texas Exes Teaching Award, Butler School of Music, The University of Texas at Austin, 2004
- Avery Fisher Career Grant, 1992
- Bronze Medal. IX International Tchaikovsky Competition, 1990
- MEF Career Grant, 1990
- Finalist, Rhodes Scholarship, 1988
- Fifth Prize. VIII International Tchaikovsky Competition, 1986
- Winner, Artists International Award, 1984
- Presidential Scholar in the Arts, Presidential Scholars Program, 1984
- Piatigorsky Memorial Cello Prize, Young Musicians Foundation National Debut Competition, 1982